# Brenda Ríos
Brenda Ríos (Acapulco, 2 de septiembre de 1975) es una ensayista, poeta y traductora mexicana.

## Trayectoria
Fue becaria de la Fundación para las Letras Mexicanas (2003-2004), así como de otros programas como Jóvenes Creadores del FONCA (2009-2010),  Residencias Artísticas de Libre Gestión FONCA-CONACYT (2010-2011) y del programa de Residencias Artísticas Sacatar, en Brasil (2019).
Ha impartido talleres de escritura creativa, de ensayo, crónica y poesía en distintos espacios de la Ciudad de México, Guerrero y Veracruz. 
Fue editora de la Dirección General de Publicaciones de la Universidad Autónoma Metropolitana.
Es colaboradora de Casa el Tiempo, El Universal, Este País, Crítica, La Jornada, Luvina, Revista La Otra, Unidiversidad, Tierra Adentro, entre otras publicaciones.

## Obras
Ensayo
- Del amor y otras cosas que se gastan con el uso. Ironía y silencio en la narrativa de Clarice Lispector, FLM-FETA, 2005.[2]
- Las canciones pop hacen pop en mí. Ensayos sobre lo cotidiano, lo ridículo, lo suplerfluo, Instituto Veracruzano de la Cultura, 2013.
- Empacados al vacío. Ensayos sobre nada. México, Calygramma-INBA, 2013.
- Raras. Ensayos sobre el amor lo femenino la voluntad creadora, Océano-Turner, 2019.[3]

Crónica
- Cubo de Rubik, Ediciones Cámelot América, 2018.

Poesía
- Escenas del jardín, Mantis Editores, 2015.
- Aspiraciones de la clase media, Cáceres, Ediciones Liliputenses, 2018.
- La sexta casa, ISIC, 2018.

Cuento
- El vuelo de Francisca (ilustraciones de Leonor Pérez), Chile, Pehuén, 2011.[4]

Traducción
- Nado libre: Narrativa brasileña contemporánea, UNAM, 2015.
- Nadia Batella Gotlib, Clarice Lispector: fotografía, CONACULTA, 2015.

## Premios
- Premio Nacional de Poesía Ignacio Manuel Altamirano, 2013.
- Premio Estatal de Poesía María Luisa Ocampo, 2018. Otorgado por el gobierno del estado de Guerrero.[5]